# Dansen met jou
Dansen met jou is een nummer van de Nederlandse muzikant Thijs Boontjes uit 2018. Het is de eerste single van zijn debuutalbum Geen achttien meer.

## Achtergrond
"Dansen met jou" gaat over het feit dat Boontjes tijdens het uitgaan merkt dat hij ouder wordt. Het nummer is gebaseerd op een sample uit Zondag van Rob de Nijs, vandaar dat de originele schrijvers van "Zondag" ook vermeld staan op de credits. Over de sample zei Boontjes in Het Parool: "Ik kwam zijn nummer 'Zondag' tegen in mijn Discover Weekly-lijstje op Spotify. Ik kende hem natuurlijk wel, maar dit nummer nog niet. Die intro begon en ik dacht alleen maar, holy shit wat een vet nummer. Daar bleef ik maar aan terugdenken, dus heb ik er een sample van gemaakt". Ondanks airplay op onder andere NPO Radio 2, haalde "Dansen met jou" de hitparades niet.

## Tracklijst
- Muziekdownload

1. "Dansen met jou" - 2:43